# Зайонц, Мирослав
Мирослав Зайонц (чеш. Miroslav Zajonc, 10 июня 1960, Спишска-Стара-Вес, Чехословакия) — саночник чехословацкого происхождения, в конце 1970-х — конце 1980-х годов выступавший за сборные Канады и США, чемпион мира. Наибольшего успеха добился в 1983 году на чемпионате мира в Лейк-Плэсиде, когда в составе канадской национальной команды выиграл золото мужской одиночной программы.
Зайонц родился и начал карьеру ещё в Чехословакии, но после нескольких успешных выступлений ему предложили присоединиться к сборной Канады. Там он состоял с 1983 года по 1985-й, после чего сменил гражданство и перешёл в сборную США, где выступал до самого конца своей спортивной карьеры. В 1988 году вместе с американской командой съездил на зимние Олимпийские игры в Калгари и, несмотря на полученный за пять недель до старта соревнований перелом ноги, смог достойно финишировать, поднявшись в программе мужских парных заездов до одиннадцатого места. На этапах Кубка мира дважды приезжал вторым и один раз — третьим.
По окончании карьеры профессионального спортсмена Зайонц остался работать в штате санной команды США тренером, в 2007 году занимал должность главного тренера юношеской сборной США по санному спорту.